# Стефан Колев
Стефан Колев (роден на 11 октомври 1966) е бивш български футболист, защитник. Използван е, както като централен, така и като краен бранител. По време на своята кариера става пет пъти шампион на България с четири различни отбора – по един път с Левски (София), ЦСКА (София) и Славия (София), както и два пъти с Литекс (Ловеч). Постижение, с което не може да се похвали нито един друг български футболист. Колев е твърд и безкомпромисен играч, действащ на ръба на позволеното. Заради хъса, с който играе в отбрана, получава прякора Кучето.

## Биография

### Като футболист
Колев е юноша на Левски (София). През лятото на 1986 г. е преотстъпен в Академик (Свищов), с чийто екип дебютира в А група. Изиграва първия си мач на 18 октомври 1986 г. при загуба у дома с 0:1 от Тракия (Пловдив). През сезон 1986/87 изиграва общо 17 мача за Академик в първенството.
През 1987 г. се завръща в Левски. През сезон 1987/88 става шампион на България с родния си клуб, като по време на кампанията изиграва 6 мача. След края на сезона обаче договорът му е прекратен. Следват кратки престои в Спартак (Варна) и Етър (Велико Търново).
През сезон 1989/90 играе за Локомотив (Горна Оряховица), като записва 29 мача в А група. След това преминава в друг елитен клуб, Янтра (Габрово), където изиграва 21 срещи през 1990/91.
През лятото на 1991 г. Колев е привлечен в ЦСКА (София). През 1991/92 записва 17 мача в първенството и печели титлата с „армейците“. През есента на следващия сезон изиграва още 8 мача в А група. За ЦСКА записва също и 3 мача в евротурнирите – един в Купата на УЕФА и два в Шампионската лига.
През януари 1993 г. преминава във втородивизионния Шумен, с който месеци по-късно печели промоция за елита. Играе в отбора и през следващия сезон 1993/94 в А група, като записва 28 мача и 1 гол. След това подписва двугодишен договор със Славия (София) и става основен футболист в тима през следващите два сезона. През сезон 1995/96 като капитан на Славия печели шампионската титла и Купата на България. Общо изиграва 55 мача и бележи 2 гола за „белите“ в първенството. Играе и в два мача за Купата на УЕФА през есента на 1995 г.
През лятото на 1996 г., когато договорът на Колев със Славия изтича, той изненадващо преминава във втородивизионния Литекс (Ловеч), току-що изпаднал от А група и поет от местния петролен меценат Гриша Ганчев. Колев е избран за капитан на отбора и основен изпълнител на дузпи. През сезон 1996/97 отборът печели промоция за първия ешелон, а през 1997/98 и 1998/99 става шампион на България. Колев напуска Литекс през есента на 1999 г. след конфликт с ръководството на клуба.
В началото на 2000 г. се завръща в Славия. До края на сезона изиграва 9 мача в А група. През 2000/01 носи екипа на Спартак (Плевен), след което слага край на професионалната си кариера.

### Като треньор
Като треньор през 2006 г. с отбора на Урвич (Панчарево) Колев завършва на първо място в ОФГ-София без неговият отбор да допусне поражение. Три години по-късно начело на юношите старша възраст на Славия, родени 1990 г., печели републиканското първенство. След това получава покана да заеме поста старши треньор в тогавашния тим в А група – Спортист Своге, по-късно става треньор в школата, от която самият той е тръгнал по пътя на големия футбол, а именно детско юношеската школа на ПФК Левски, където неговия тим набор 1996 година завършват първи. Води тима на Спартак-Плевен и през това време отбора допуска само 1 загуба.

## Статистика по сезони
| Сезон    | Отбор          | Първенство | Мачове | Голове |
| -------- | -------------- | ---------- | ------ | ------ |
| 1986/87  | Академик (Св)  | А група    | 17     | 0      |
| 1987/88  | Левски         | А група    | 6      | 0      |
| 1988/ес. | Спартак (Вн)   | А група    | 4      | 0      |
| 1989/пр. | Етър           | А група    | 4      | 0      |
| 1989/90  | Локомотив (ГО) | А група    | 29     | 0      |
| 1990/91  | Янтра          | А група    | 21     | 0      |
| 1991/92  | ЦСКА           | А група    | 17     | 0      |
| 1992/ес. | ЦСКА           | А група    | 8      | 0      |
| 1993/пр. | Шумен          | Б група    | ?      | ?      |
| 1993/94  | Шумен          | А група    | 28     | 1      |
| 1994/95  | Славия         | А група    | 27     | 2      |
| 1995/96  | Славия         | А група    | 28     | 0      |
| 1996/97  | Литекс         | Б група    | ?      | ?      |
| 1997/98  | Литекс         | А група    | 21     | 1      |
| 1998/99  | Литекс         | А група    | 26     | 0      |
| 1999/ес. | Литекс         | А група    | 7      | 0      |
| 2000/пр. | Славия         | А група    | 9      | 0      |
| 2000/01  | Спартак (Пл)   | Б група    | ?      | ?      |

## Успехи
Левски (София)
- А група:
  -  Шампион: 1987/88

ЦСКА (София)
- А група:
  -  Шампион: 1991/92

Славия (София)
- А група:
  -  Шампион: 1995/96
- Купа на България:
  -  Носител: 1995/96

Литекс (Ловеч)
- А група:
  -  Шампион (2): 1997/98, 1998/99